# 黑井城
黑井城（日语：／ Kuroi-jō *）是一座位於日本兵庫縣丹波市（舊為丹波國冰上郡）的城。別名為保月城、保築城。續日本100名城之一。

## 歷史

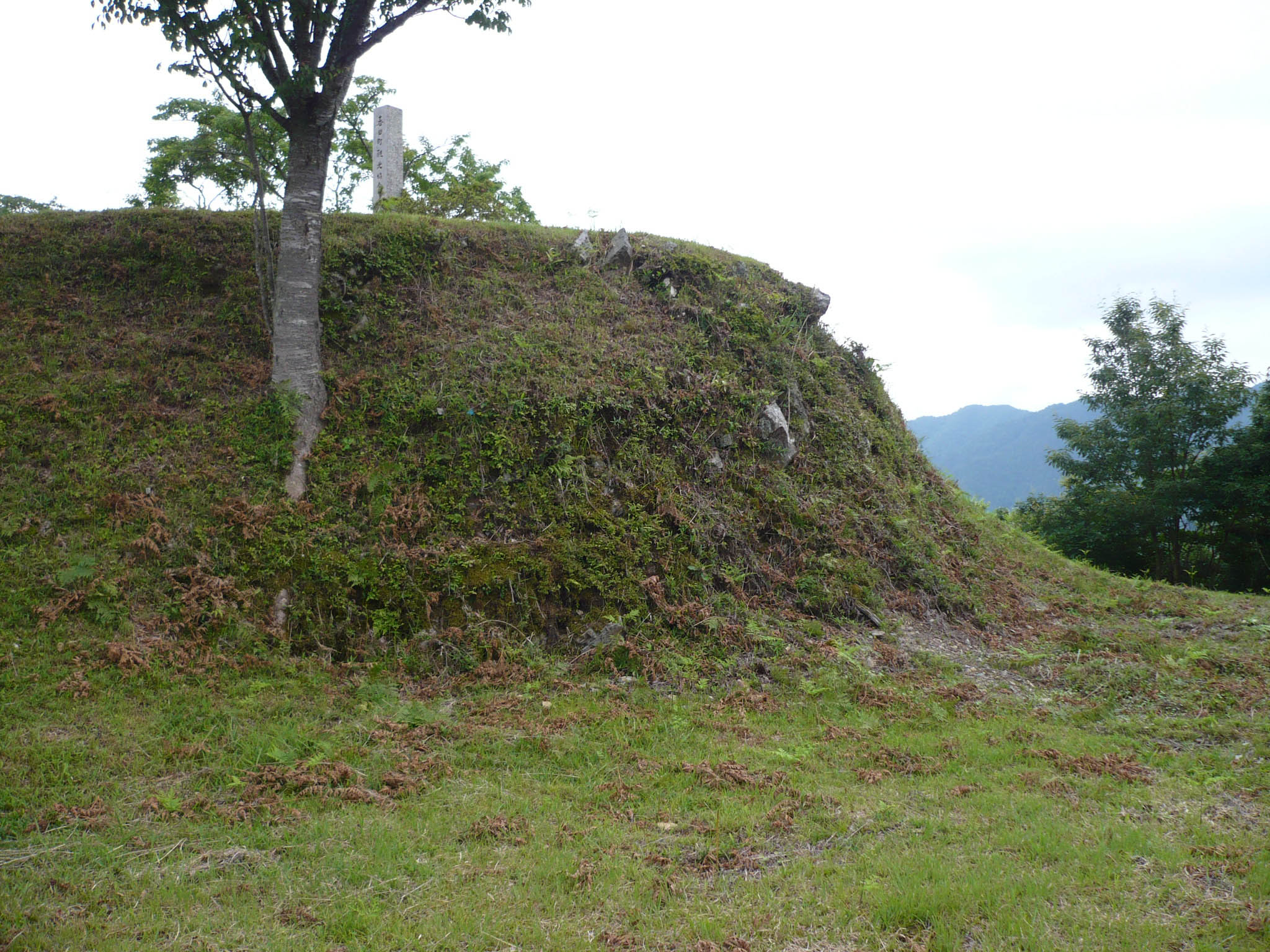
本丸跡

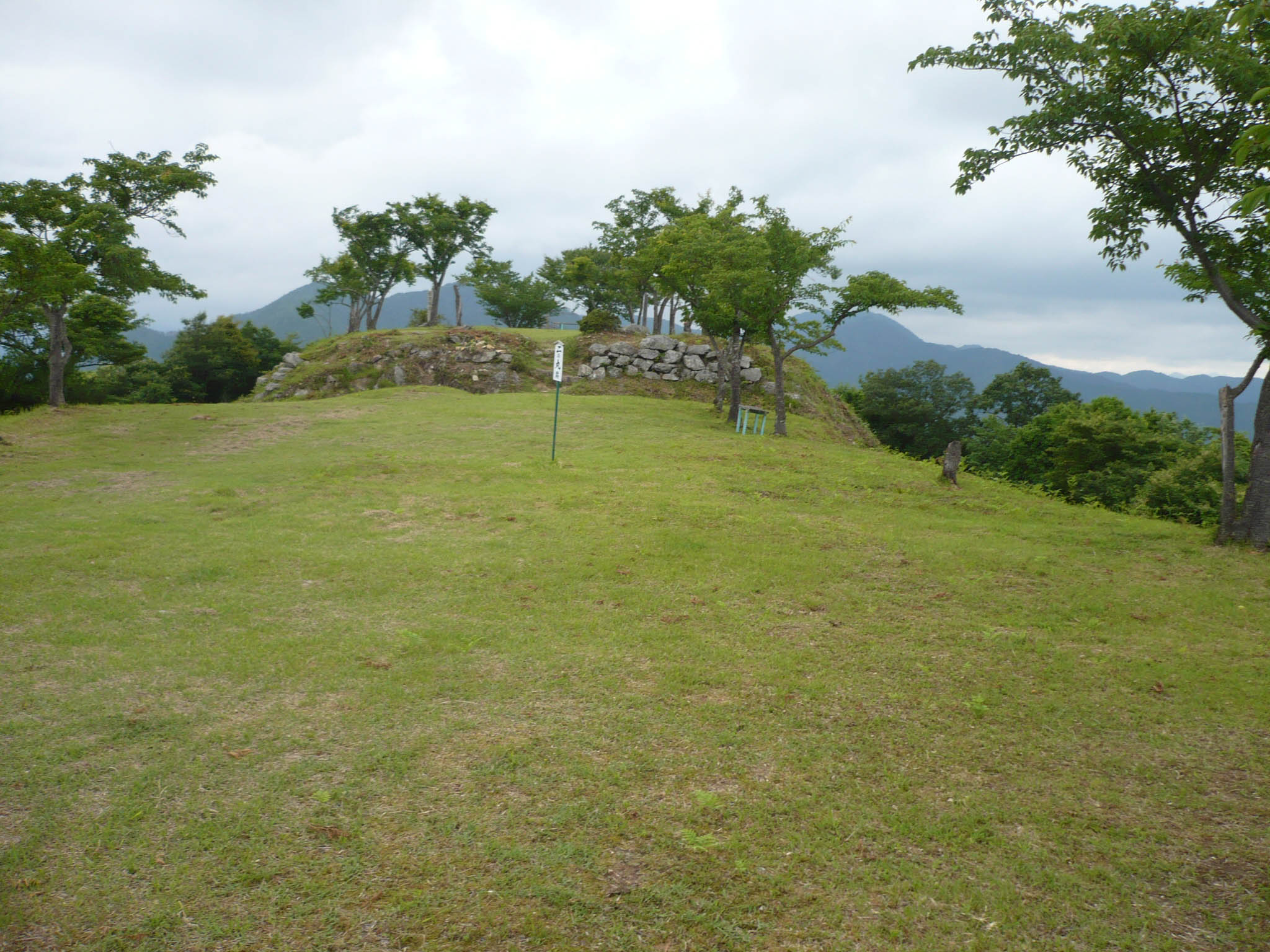
二之丸跡

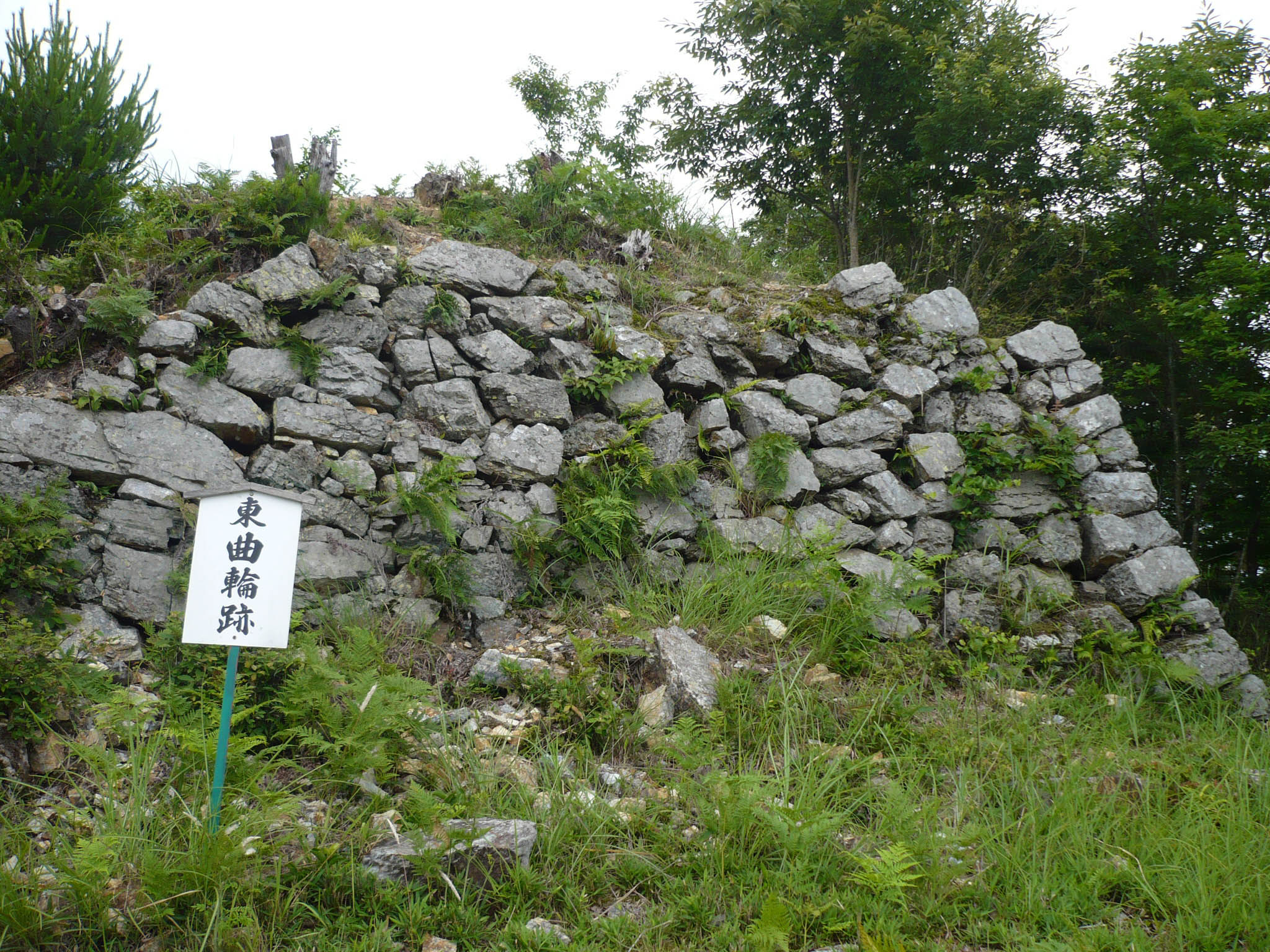
東曲輪跡

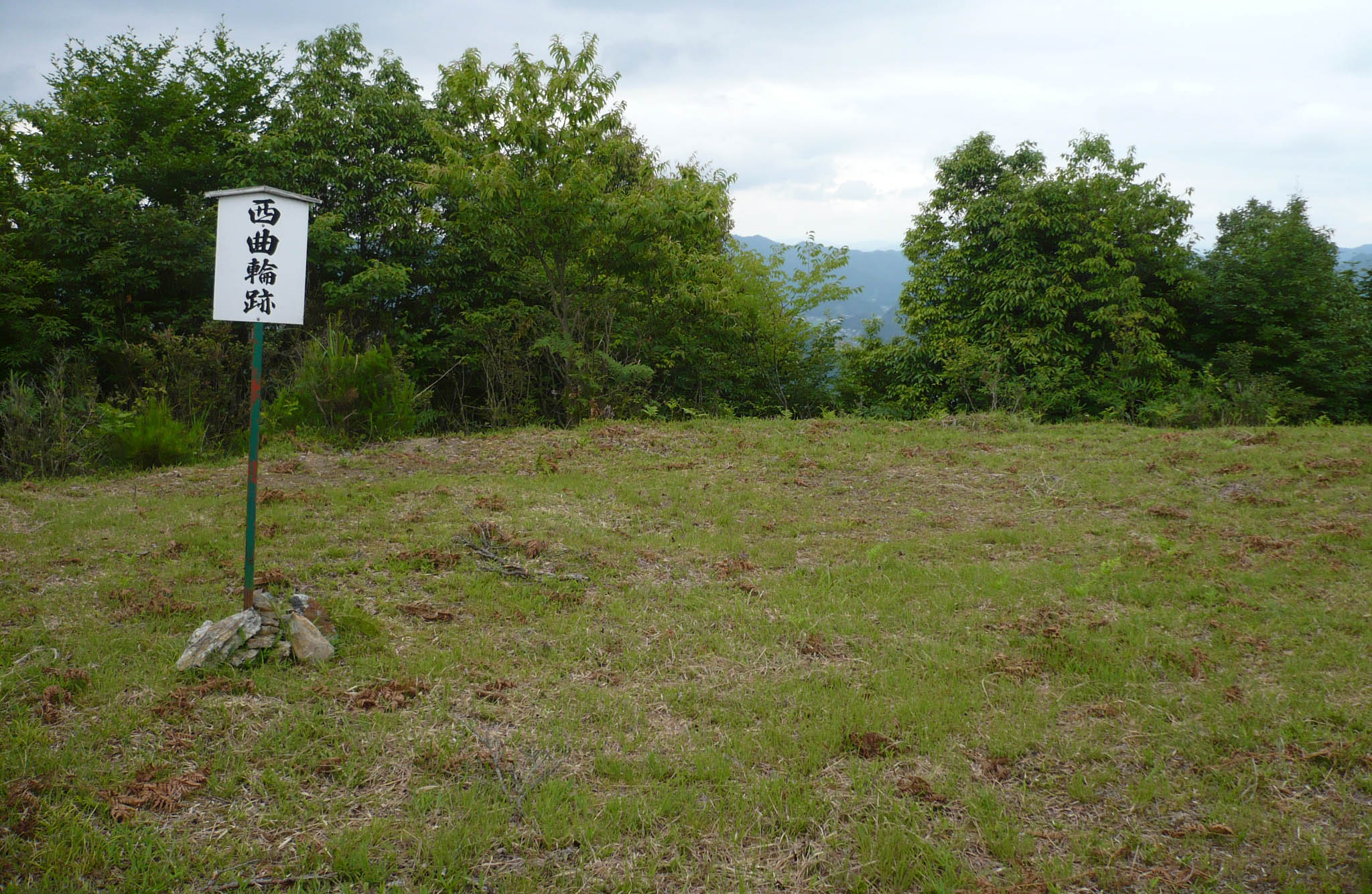
西曲輪跡

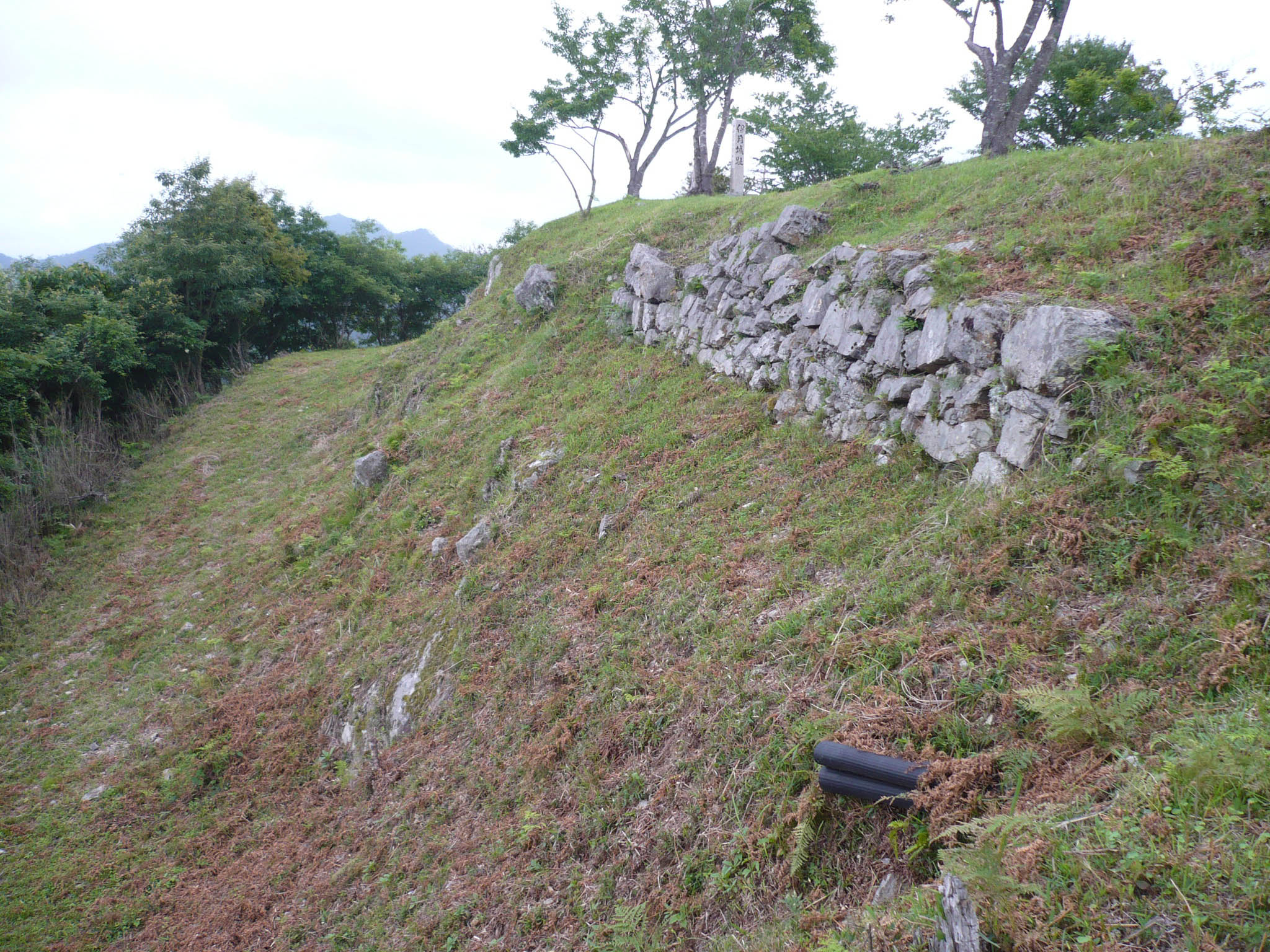
帶曲輪跡（1）

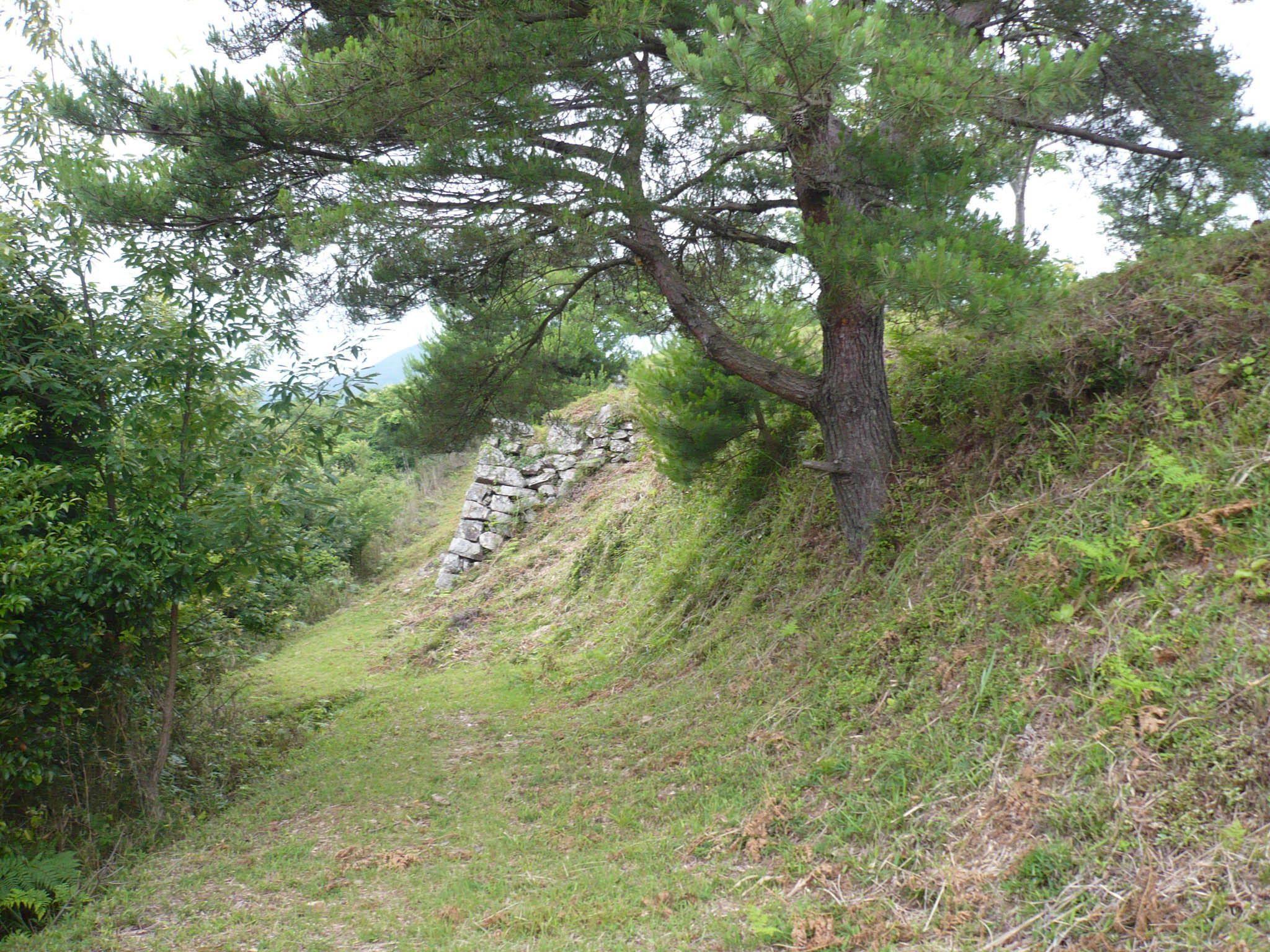
帶曲輪跡（2）

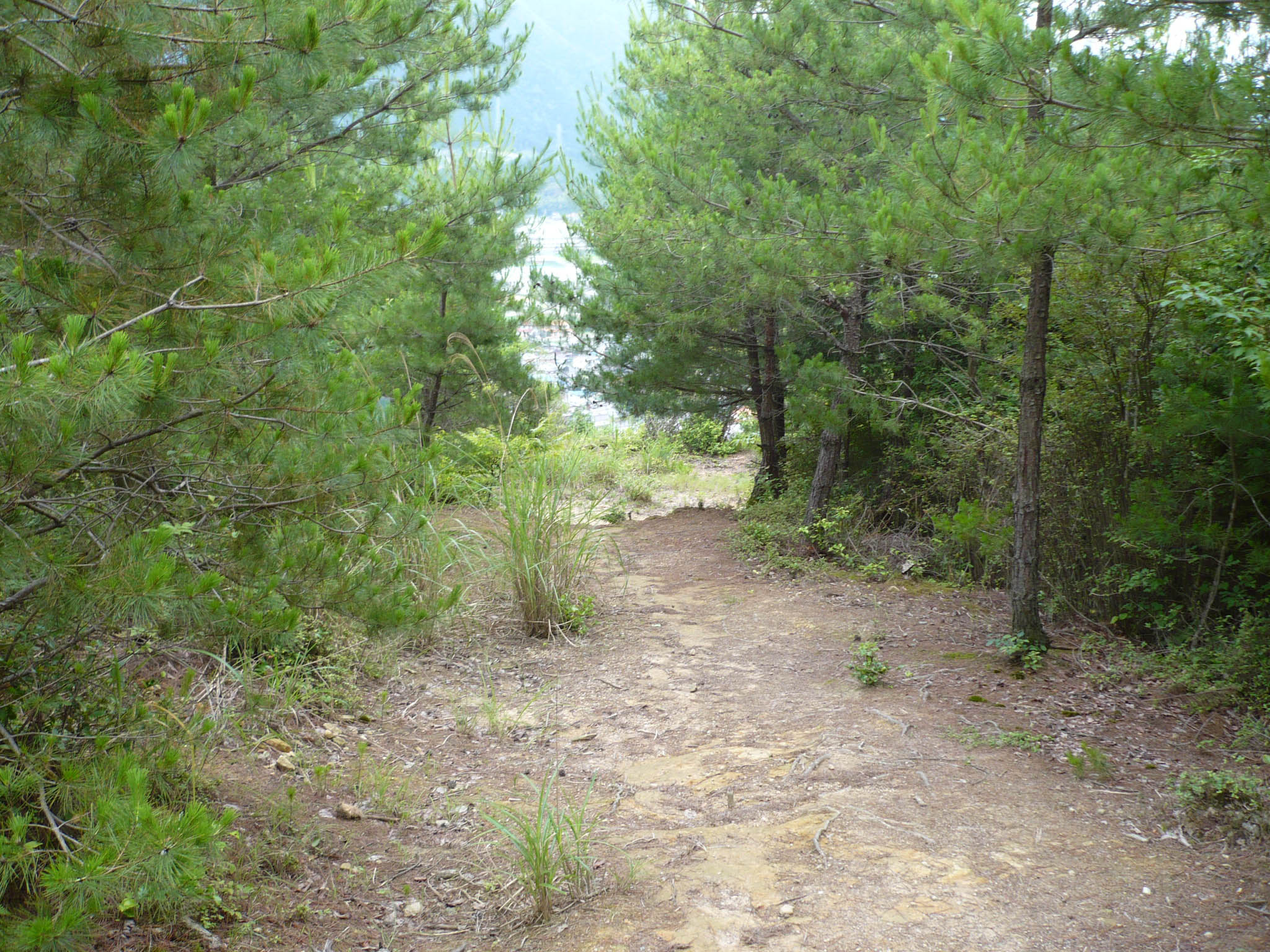
三段曲輪跡

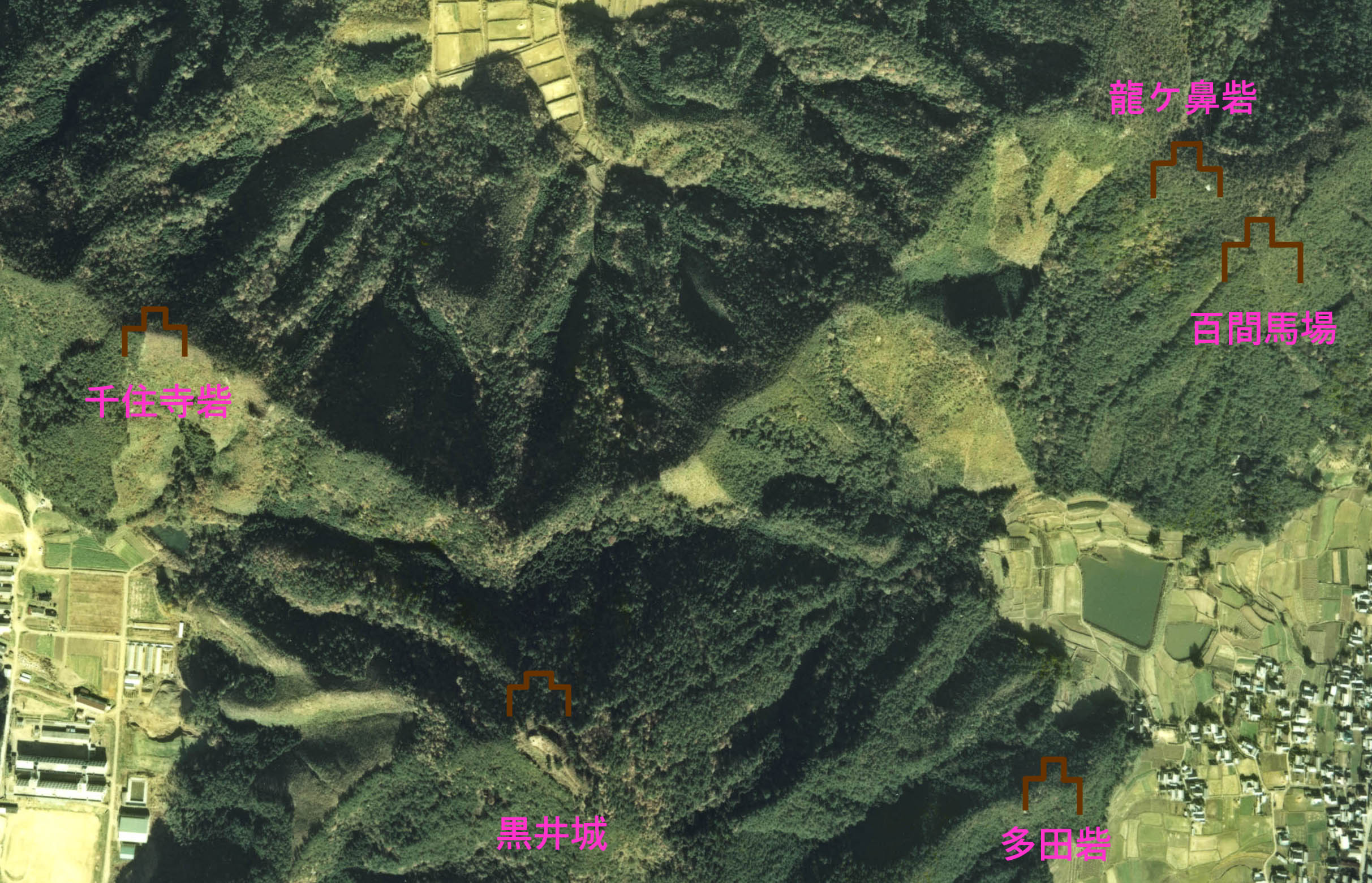
黑井城與城寨位置圖

### 中世
建武2年（1335年），赤松貞範被授予丹波國冰上郡春日部莊領地並建築黑井城，經過五代傳承後，由萩野氏接手管轄春日部領地。
天文年間，由荻野秋清擔任城主之職，另外赤井氏當家把次子赤井直正送至萩野氏作為養子，同23年（1554年），直正將秋清暗殺並奪取黑井城，因此被冠上「惡右衛門」之稱號。之後幾年，直正率赤井軍將勢力版圖擴張至丹後和但馬。在這期間也全面改修黑井城，現在所看到的遺跡主要為當時整備後的結構
。

### 安土桃山時代
永祿11年（1568年），因織田信長開始上洛，並稱霸中部區域，直正與赤井氏本家臣服於織田氏
。
但之後與但馬山名氏的關係惡化，並向其居城竹田城侵略。當山名氏向信長援助之際，直正藉此機會變為反織田勢力之一。
天正3年（1575年），信長派明智光秀進攻丹波，在包圍黑井城時，於八上城的波多野氏發生叛變，使得光秀只能撤退。（第一次黑井城之戰）
天正5年（1577年），光秀展開第二次的丹波攻略，翌年直正因病去世，因其子赤井直義年紀仍小，改由其弟赤井幸家擔任赤井氏的總指揮。同7年（1579年）6月明智軍攻陷八上城，兩個月後也攻陷黑井城，至此結束丹波攻略。（第二次黑井城之戰）
之後光秀指派齋藤利三擔任城主，天正10年（1582年）光秀發起本能寺之變，但在後來的山崎之戰敗給豐臣秀吉，使得丹波變為豐臣氏的領域，黑井城城主則由堀尾吉晴擔任。同12年（1584年），羽柴軍與德川軍之間發生小牧、長久手之戰，赤井時直與德川軍呼應，趁機奪取黑井城和余田城
。
慶長5年（1600年），川勝秀氏受德川家康之命令擔負城主職務，不久後黑井城招致廢城。

### 近代
平成元年（1989年），被指定為國家史跡。
平成29年（2017年），被選為續日本100名城（163號）。

## 構造

### 本城
在約150公尺長、約40公尺寬的山頂之本城部分，由西北至東南方向分別以本丸、二之丸、三之丸設置排列。而在周圍配置東曲輪、西曲輪和帶曲輪。另外在大手口、二之丸、本丸等區域有石垣，其皆以野面積堆砌而成。

### 出丸
以本城為中心向外延伸，在朝北和東南方向的山脊分別設置西之丸和東出丸等大曲輪，兩曲輪皆有堀切和土壘，可防止敵軍直入山頂。小曲輪方面則是南邊的石踏之段、太鼓之段，以及北邊的北之丸。

### 城寨
最外圍的城寨群與出丸不同的是，其獨立性高，得使防禦機更加提升。本城的東北方向為龍鼻砦，在東西側有細長狀曲輪，北側有帶曲輪。此砦東邊為百間馬場，其處未找到遺跡。而在本城的西北方向為千丈寺砦，山頂具長寬約30公尺的梯形曲輪，和西北側之斜面具腰曲輪和豎堀。在東出丸和東山砦間之的場砦，未找到有曲輪遺跡。

### 山麓居館跡
興禪寺於南邊的山麓處，此建築外側設置堀和石垣，作為城主平時居住的場所，亦為春日局之誕生地。若要到本城須經三段曲輪和石階之段。

## 歷代城主
| 就任期間   | 氏族   | 城主     |
| ---------- | ------ | -------- |
| 1335～不明 | 赤松氏 | 赤松貞範 |
| 1335～不明 | 赤松氏 | 赤松顯則 |
| 1335～不明 | 赤松氏 | 赤松滿則 |
| 1335～不明 | 赤松氏 | 赤松貞村 |
| 1335～不明 | 赤松氏 | 赤松教貞 |
| 不明～1554 | 萩野氏 | 諸位     |
| 不明～1554 | 萩野氏 | 荻野秋清 |
| 1554～1578 | 赤井氏 | 赤井直正 |
| 1554～1578 | 赤井氏 | 赤井直義 |
| 1578～1582 | 齋藤氏 | 齋藤利三 |
| 1582～1584 | 堀尾氏 | 堀尾吉晴 |
| 1584       | 赤井氏 | 赤井時直 |
| 1600       | 川勝氏 | 川勝秀氏 |

## 交通方式
電車
- 由JR西日本福知山線的黑井站出站，徒步約走15分。

汽車
- 由舞鶴若狹自動車道春日交流道（日语：春日インターチェンジ）下交流道，行駛約10分。

## 備註
1. 1 2  .   [2022-08-14]. （原始内容存档于2022-08-09）.
2. 1 2 3  仁木宏、福島克彦. . 日本: 吉川弘文館. 2015-02-23. ISBN 9784642082648 （日语）.
3. ↑   (PDF).   [2022-08-14]. （原始内容存档 (PDF)于2022-08-14）.
4. ↑  . kotobank （日语）.

## 外部連結
- 黒井城跡 （页面存档备份，存于） - 丹波市公所網站
- 黒井城跡 （页面存档备份，存于） - 丹波市観光協会
- 黒井城まつり （页面存档备份，存于） - 丹波市観光協会
- 丹波市立春日歴史民俗資料館・春日郷土資料館 （页面存档备份，存于） - 丹波市公所網站